# Metal Gear Solid: Special Missions
Metal Gear Solid: Special Missions è un videogioco stealth pubblicato da Konami il 29 ottobre 1999 per PlayStation in Europa. Il gioco è uscito anche in America del Nord il 30 settembre 1999 con il titolo di Metal Gear Solid: VR Missions. Entrambe le versioni sono un'espansione di Metal Gear Solid che deriva dal videogioco Metal Gear Solid: Integral (メタルギアソリッド インテグラル?, Metaru Gia Soriddo: Integuraru) pubblicato il 25 giugno 1999 solamente in Giappone. Quest'ultimo infatti è costituito da tre dischi: i primi due contengono l'originale Metal Gear Solid arricchito delle nuove caratteristiche che erano state aggiunte all'edizione americana e a quella europea del gioco, mentre il terzo disco è dedicato a contenuti inediti, ed è proprio su tale disco che si basano Special Missions e VR Missions.
Dall'11 settembre 2013 è possibile scaricare Metal Gear Solid: Special Missions su PlayStation 3 e PlayStation Portable dal PlayStation Store. Il videogioco è stato inserito anche in Metal Gear Solid: The Legacy Collection sotto forma di codice da riscattare sempre su PlayStation Store.

## Modalità di gioco
Metal Gear Solid: Special Missions contiene più di trecento missioni d'addestramento in realtà virtuale che mettono alla prova le abilità di infiltrazione e di combattimento del giocatore; le missioni sono suddivise nelle seguenti quattro categorie, a loro volta articolate in diverse modalità:

### Sneaking mode
La caratteristica distintiva di questa modalità è che le missioni terminano appena si viene individuati dai nemici. Questa modalità è suddivisa in due sottocategorie:

#### No weapon
In questi quindici livelli (dei quali dieci erano già presenti in Metal Gear Solid, mentre cinque sono inediti) si deve raggiungere la meta senza farsi scoprire dai soldati nemici. Non si hanno a disposizione armi né oggetti (eccetto due livelli in cui si può usare la scatola di cartone e le sigarette), ma si può bussare sui muri per attirare l'attenzione dei soldati ed eventualmente stordirli o strangolarli. Gli ostacoli in cui ci si imbatte nei vari livelli comprendono telecamere di sorveglianza, riflettori, sensori a infrarossi, botole, piastrelle che fanno rumore quando ci si cammina sopra attirando l'attenzione dei soldati, neve su cui si lasciano impronte che i nemici seguono. Di ogni livello esiste la versione Time attack: l'obiettivo è sempre lo stesso (raggiungere la meta senza farsi individuare), ma si ha un tempo limitato per conseguirlo.

#### Socom
Le regole e i livelli sono gli stessi della modalità precedente, ma prima di raggiungere la meta si devono uccidere tutti i soldati, avendo in dotazione la pistola Socom munita di silenziatore. Nella versione Time attack si devono uccidere tutti i nemici entro il tempo limite e con un numero ridotto di proiettili.

### Weapon mode
Lo scopo di questa modalità è distruggere tutti i bersagli con l'arma in dotazione e raggiungere la meta. Le armi a disposizione sono quelle del gioco principale, ovvero: Socom, C-4, FAMAS, granate, Claymore, Nikita, PSG1, Stinger. Per ogni arma si devono completare cinque livelli (per un totale quindi di quaranta livelli), ognuno dei quali ha anche la variante Time attack in cui tempo e proiettili sono limitati.

### Advanced mode
Gli obiettivi di questa modalità sono gli stessi di quella precedente, ma stavolta i bersagli sono soldati. Queste missioni sono dunque simili alla modalità Socom, ma i livelli sono differenti e questa volta la missione non termina se si viene scoperti dal nemico. Nella variante Time attack il tempo e i proiettili sono limitati.

### Special mode
Questa modalità è suddivisa in diverse sottocategorie:

#### 1 min. battle vs. target
In questi nove livelli (uno per ogni arma, comprese le mani) si deve distruggere il maggior numero di bersagli con l'arma in dotazione entro un minuto. Per completare un livello è necessario distruggere un numero minimo di bersagli. La variante vs. enemy prevede di combattere contro i soldati.

#### vs. 12 battle
Lo scopo di questi otto livelli è eliminare dodici soldati entro il tempo limite, usando le armi a disposizione nell'inventario.

#### Mystery
In questa modalità si devono risolvere dieci casi d'omicidio riflettendo sugli indizi per scoprire chi è l'assassino.

#### Puzzle,VarietyeNg selection
Queste modalità contengono un totale di trentun livelli con obiettivi vari.

#### VR mission
Si tratta di un'unica missione in stile Sneaking mode in cui il giocatore deve mettere in pratica tutto ciò che ha imparato nei livelli precedenti per raggiungere la meta in dieci livelli consecutivi entro il tempo limite. Per proseguire si devono recuperare armi sparse nei vari livelli.

#### Ninja
Questi sono tre livelli ambientati in luoghi realistici anziché virtuali e che permettono di controllare il Cyborg Ninja Gray Fox e di usare le sue abilità, come la capacità di eseguire grandi salti, diventare invisibile, creare un campo magnetico e deviare i proiettili con la spada.

### Extra
In questa modalità il giocatore può scattare fotografie (e salvarle sulla Memory Card) a Mei Ling e a Naomi Hunter: in base alla percentuale di completamento del gioco, è possibile avvicinarsi sempre di più alle due donne.
Completando tutte le missioni si sblocca un'illustrazione del Metal Gear RAY che sarebbe in seguito apparso in Metal Gear Solid 2: Sons of Liberty. Si possono infine vedere i trailer mostrati all'E3 prima dell'uscita di Metal Gear Solid.

## Differenze tra le versioni
Le missioni in realtà virtuale sono le stesse in tutte e tre le versioni del gioco, ma in quella americana sono stati cambiati i requisiti per lo sblocco delle modalità Ninja ed Extra in modo che non sia necessario possedere i dati di salvataggio della storia principale (in quanto essa è presente solo nella versione giapponese). Per poter giocare alla versione europea è invece necessario possedere una copia PAL originale di Metal Gear Solid per il seguente motivo: in Europa Metal Gear Solid è stato pubblicato in varie lingue, perciò dopo aver inserito nella console il disco di Special Missions, esso chiede al giocatore di inserire il primo disco di Metal Gear Solid per determinare la lingua dell'utente e caricare così i dati corretti delle voci e della lingua.

## I contenuti esclusivi diIntegral
I primi due dischi di Metal Gear Solid: Integral (videogioco uscito solamente in Giappone) contengono Metal Gear Solid; la storia e le meccaniche di gioco sono le stesse, ma ci sono anche delle caratteristiche inedite: la novità principale riguarda la modalità di gioco in cui è possibile controllare Snake da una prospettiva in prima persona (nel gioco originale, infatti, mentre si guarda in prima persona non si può camminare né sparare) e selezionare dei percorsi di pattugliamento differenti da far compiere alle guardie. È stato aggiunto un livello di difficoltà Molto facile che permette di cominciare la missione con un mitra MP5 dotato di silenziatore e di munizioni infinite (che sostituisce il fucile d'assalto FAMAS nell'equipaggiamento di Snake). L'evento della tortura di Ocelot è stato reso più facile anche ai livelli di difficoltà elevati, riducendo il numero di turni a tre per sessione. In ogni area del gioco e durante gli scontri con i boss ci si può sintonizzare su un'ottava frequenza Codec per visualizzare alcuni commenti scritti (in giapponese) dal team di sviluppo. Dopo aver completato il gioco una volta, oltre allo smoking per Snake viene sbloccata una tuta da infiltrazione per Meryl. Le voci giapponesi della versione originale sono state doppiate in inglese ed è possibile scegliere tra sottotitoli in giapponese o in inglese (ma le descrizioni degli oggetti, il riassunto della missione e altro testo rimangono in giapponese). Infine è presente un minigioco che si attiva nel caso in cui si decida di utilizzare una PocketStation anziché una Memory Card per salvare i dati di gioco: l'obiettivo è scambiare tali dati con altre cinque persone entro una settimana, allo scopo di creare un vaccino per il virus FoxDie. Al completamento di questo minigioco, è possibile utilizzare il salvataggio per sbloccare le missioni con il Ninja.